# آبشارهای شولز کریک
آبشار های شولز کریک (به انگلیسی: High Shoals Creek Falls) آبشاری است که در ایالات متحده آمریکا، جورجیا واقع شده و ارتفاع کلی ریزشگاه آن ۲۵ متر است.